# 猗氏県
猗氏県（いし-けん）は中華人民共和国山西省にかつて存在した県。現在の運城市臨猗県東部に相当する。
前漢により設置された。南北朝時代には西魏により桑泉県と改称されたが、北周により猗氏県とされている。1954年、猗氏県と統合され臨猗県と改編された。